# Ceroplesis signata
Ceroplesis signata là một loài bọ cánh cứng trong họ Cerambycidae.